# Sigmoïd
Het sigmoïd of colon sigmoideum is een deel van de dikke darm. Het is het S-vormige gedeelte van de karteldarm dat overgaat in de endeldarm (rectum). De lengte is ongeveer veertig centimeter en dit gedeelte van de karteldarm ligt in het algemeen in het bekken. Door de beweeglijkheid ervan kan het zich ook verplaatsen naar de buikholte.